# Torrance County
Torrance County ist ein County im Bundesstaat New Mexico der Vereinigten Staaten. 2000 lebten hier 16.383 Menschen. Der Sitz der Countyverwaltung (County Seat) befindet sich in Estancia.

## Geographie
Torrance County liegt nahezu zentral in New Mexico und hat eine Fläche von 8.666 Quadratkilometern, davon sind 3 Quadratkilometer (0,03 Prozent) Wasserfläche. Es grenzt im Uhrzeigersinn an die Countys: Santa Fe County, San Miguel County, Guadalupe County, Lincoln County, Socorro County, Valencia County und Bernalillo County.

## Geschichte
Im County liegt ein National Monument, das Salinas Pueblo Missions National Monument. Zwei Orte haben den Status einer National Historic Landmark, die Ruinen Abo und Quarai. Sieben Bauwerke und Stätten des Countys sind insgesamt im National Register of Historic Places eingetragen (Stand 16. Februar 2018).

## Demografische Daten

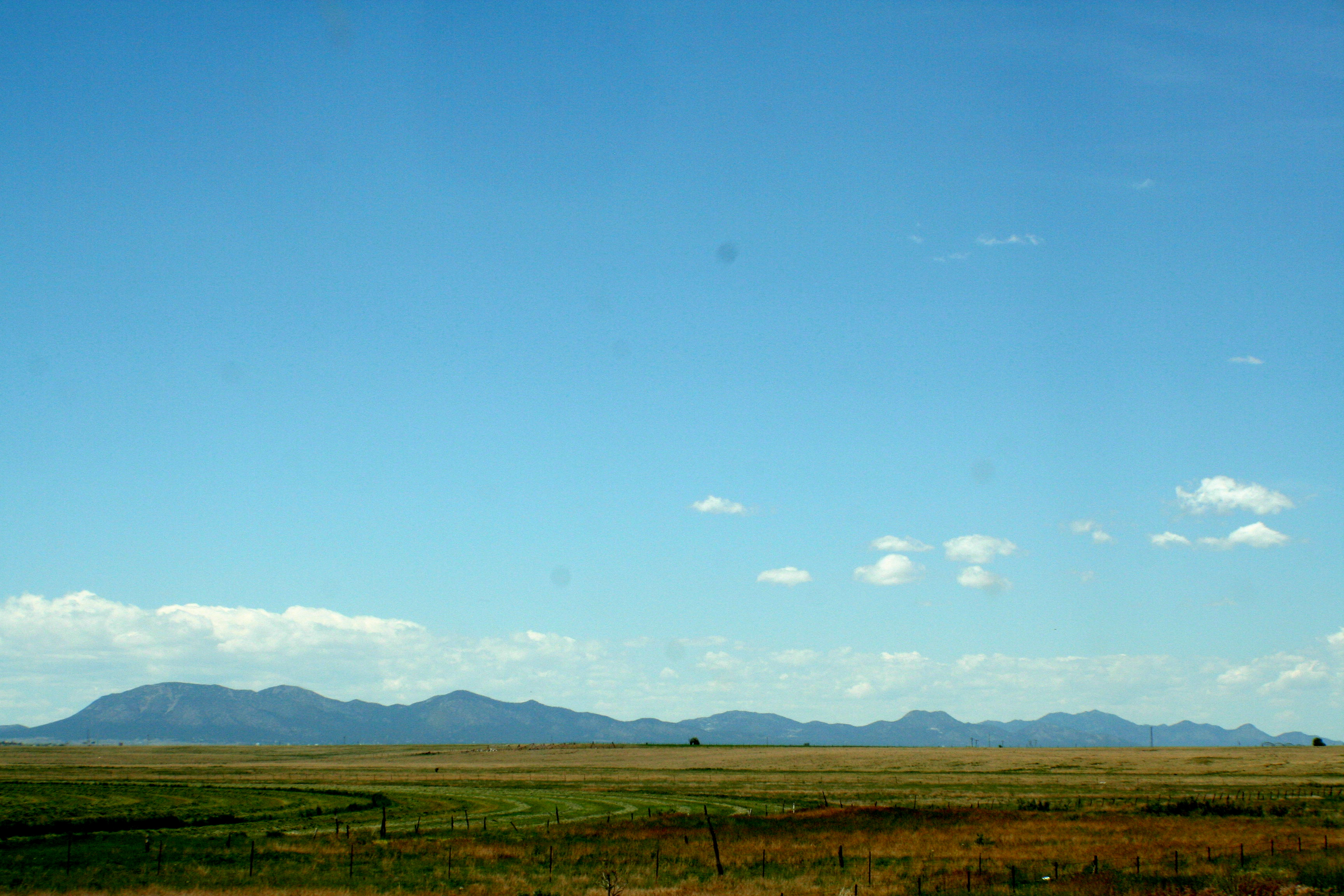
Die Sandia Mountains

Nach der Volkszählung im Jahr 2000 lebten im County 16.911 Menschen. Es gab 6.024 Haushalte und 4.391 Familien. Die Bevölkerungsdichte betrug 2 Einwohner pro Quadratkilometer. Ethnisch betrachtet setzte sich die Bevölkerung zusammen aus 73,89 % Weißen, 1,66 % Afroamerikanern, 2,09 % amerikanischen Ureinwohnern, 0,32 % Asiaten, 0,13 % Bewohnern aus dem pazifischen Inselraum und 17,95 % aus anderen ethnischen Gruppen; 3,97 % stammten von zwei oder mehr ethnischen Gruppen ab. 37,15 % der Bevölkerung waren spanischer oder lateinamerikanischer Abstammung.
Von den 6.024 Haushalten hatten 37,80 % Kinder und Jugendliche unter 18 Jahre, die bei ihnen lebten. 55,40 % waren verheiratete, zusammenlebende Paare, 12,30 % waren allein erziehende Mütter. 27,10 % waren keine Familien. 23,20 % waren Singlehaushalte und in 7,90 % lebten Menschen im Alter von 65 Jahren oder darüber. Die Durchschnittshaushaltsgröße betrug 2,72 und die durchschnittliche Familiengröße lag bei 3,20 Personen.
Auf das gesamte County bezogen setzte sich die Bevölkerung zusammen aus 30,40 % Einwohnern unter 18 Jahren, 7,50 % zwischen 18 und 24 Jahren, 29,20 % zwischen 25 und 44 Jahren, 23,20 % zwischen 45 und 64 Jahren und 9,70 % waren 65 Jahre alt oder darüber. Das Durchschnittsalter betrug 35 Jahre. Auf 100 weibliche Personen kamen 105,50 männliche Personen, auf 100 Frauen im Alter ab 18 Jahren kamen statistisch 106,20 Männer.

Das jährliche Durchschnittseinkommen eines Haushalts betrug 30.446 USD, das Durchschnittseinkommen der Familien betrug 34.461 USD. Männer hatten ein Durchschnittseinkommen von 29.403 USD, Frauen 21.833 USD. Das Prokopfeinkommen betrug 14.134 USD. 19,00 % der Bevölkerung und 15,20 % der Familien lebten unterhalb der Armutsgrenze. 24,50 % davon waren unter 18 Jahre und 12,00 % waren 65 Jahre oder älter.

## Orte im Torrance County
Im Torrance County liegen fünf Gemeinden, davon eine City, zwei Towns und zwei Villages. Zu Statistikzwecken führt das U.S. Census Bureau sieben Census-designated places, die dem County unterstellt sind und keine Selbstverwaltung besitzen. Diese sind wie die Unincorporated Communities gemeindefreies Gebiet.
| City - Moriarty | Towns - Estancia - Mountainair |

Villages
- Encino
- Willard

Census-designated places (CDP)
| - Duran - Indian Hills - Manzano - Manzano Springs 1 | - McIntosh - Tajique - Torreon |

andere Unincorporated Communities
| - Abo - Cedarvale - Clines Corners | - Progresso - Wagon Wheel |